# Pošírování

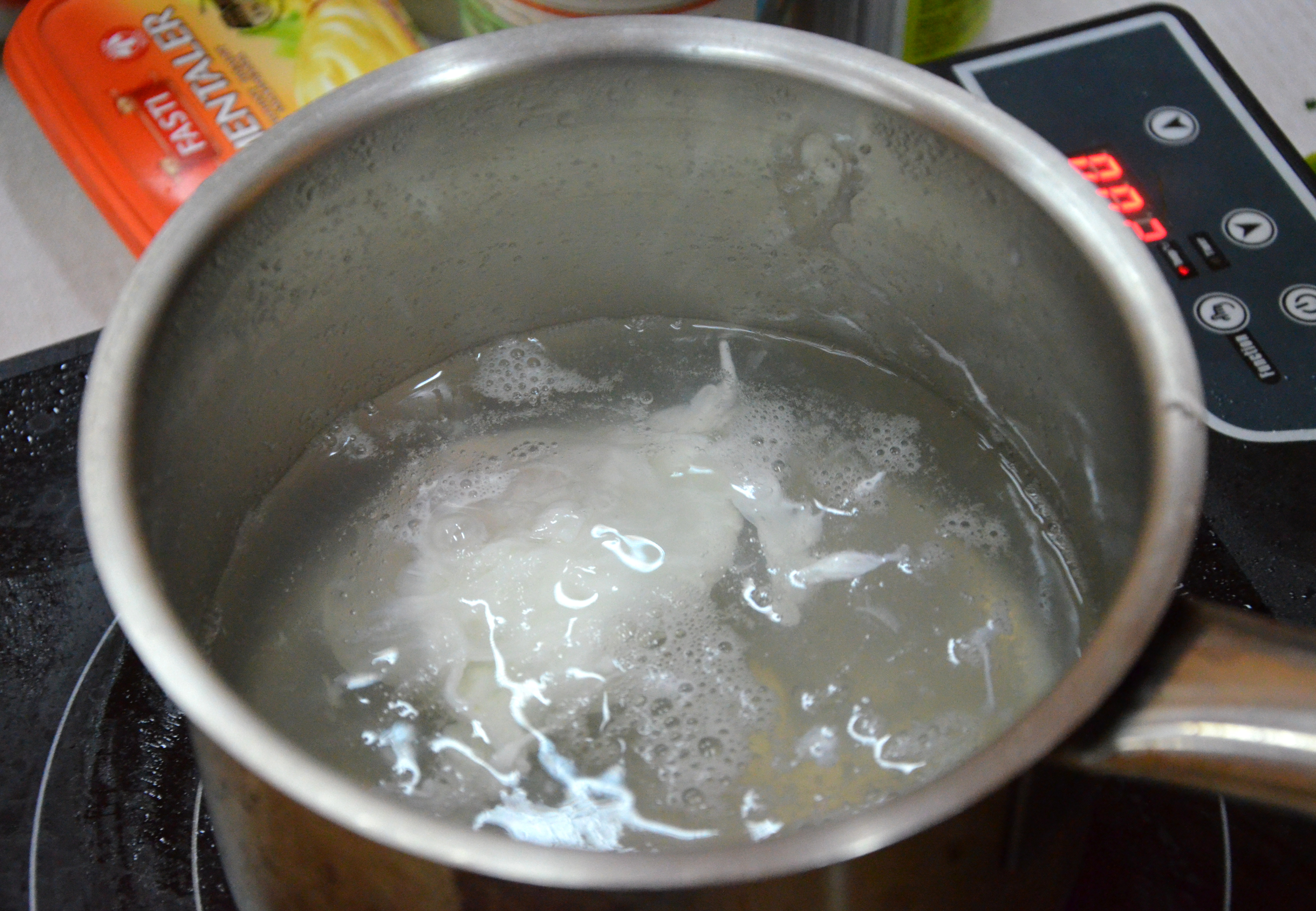
Pošírování vajec

Pošírování (z franc. poche – kapsa) je způsob úpravy masa, ryb, ovoce, zeleniny při teplotě mezi 75 a 95 °C. Teplota tekutiny nesmí přesáhnout 95 °C, voda se tedy nesmí vařit. Tekutinou bývá nejčastěji různými ingrediencemi ochucená voda nebo různé nálevy. Při pošírování platí pravidlo, že části masa a ryb se vkládají do studené vody nebo nálevu, protože vařící voda by způsobila, že vrchní část by byla provařená a vnitřní části pokrmu by byly syrové.
Metoda „pošírování“ vznikla původně pro přípravu „ztracených vajec“ (franc. oeufs pochés), kdy se vejce vykleplo do horké vody. Nyní se tímto způsobem připravují především ryby, ústřice, jemné knedlíčky, nebo drůbež. Při této přípravě zůstávají zachované hodnotné látky a původní chuť upravovaných surovin.